# ICOCA
ICOCA是一種由西日本旅客鐵道（JR西日本）發行的可再充值、非接觸式的智能卡（IC卡）形式車票，適用於該公司所屬的部分鐵路路線或部分區段。與Suica功能相同，兼具儲值車票及電子錢包的功能。截自2014年11月，JR西日本官方宣布已發行突破1000萬張。卡片採用索尼的FeliCa技術。
「ICOCA」也是JR西日本的註冊商標。

## 簡介

觸碰即走方式圖解

ICOCA在2003年11月1日開始使用，目前適用範圍包括近畿地方及岡山、廣島地区。
ICOCA的名稱源於IC Operating CArd的簡稱，音近日語中的近畿方言（对应标准语中，意为“走吧”），語意隱含旅行之意，讓人備感親切。另外，在卡片背面的右下角有著由“JW”英文為開頭的15位數字，這個“JW”是由JR西日本“JR West”的英文名稱縮寫而來。吉祥物是名為「カモノハシのイコちゃん」的鴨嘴獸，由插畫家夏野向日葵（夏野ひまわり）設計。
2014年3月14日與臺灣的一卡通簽署合作備忘錄，期許兩種票卡能於臺灣及日本互通使用。

## 接受公司列表
ICOCA服務範圍參見下述使用範圍。

### 發行公司
- 西日本旅客鐵道（JR西日本）
- 近畿日本鐵道（近鐵） - KIPS ICOCA與JR西日本共同發行。通常卡由JR西日本發售。同時是PiTaPa公司一員。

### 發售公司
※＝有發售自身原創設計卡片的公司（除特別記載外常年發售）
◇＝PiTaPa公司一員
- 四國旅客鐵道（JR四國）※
- 愛之風富山鐵道※
- IR石川鐵道※
- 京阪電氣鐵道◇※ - 湯馬士小火車（2015年）
- 南海電氣鐵道◇
- 泉北高速鐵道◇
- 大阪高速鐵道◇
- 神戶電鐵（神鐵）◇
- 神戶新交通◇
- 山陽電氣鐵道◇
- 大阪市高速電氣軌道 （Osaka Metro）◇
- 京都市交通局◇
- 神戶市交通局◇
- 阪急電鐵◇
- 阪神電氣鐵道◇※ - 阪神老虎（2019年）
- 能勢電鐵◇
- 北大阪急行電鐵（北急） ◇
- 山陽巴士（日语：山陽バス）◇
- 大阪都市巴士◇
- 福井幸福鐵道※

### 曾經發售公司
- 北神急行電鐵◇ - 市營化後不再發售（現在改由神戶市交通局發售）

### 獨自進行服務的非發行公司
- 京阪巴士集團 - 點服務（登錄制）。同時是PiTaPa公司一員。
  - 京阪巴士（日语：京阪バス）
  - 京阪京都交通（日语：京阪京都交通）
  - 京都京阪巴士（日语：京都京阪バス）
  - 江若交通（日语：江若交通）

## 使用範圍
與其他公司IC卡的互相使用後述。
ICOCA不可單獨用於乘坐新幹線，需要在新幹線車站轉乘閘口與東海道·山陽新幹線無車票服務「EX-IC服務」一同使用，方可與ICOCA組成新幹線與在來線的轉乘。
JR西日本與JR四國兩間公司可以互相連續使用，JR西日本、愛之風富山鐵道、IR石川鐵道三間公司亦可互相使用。但是穿過IR石川鐵道乘車（即東金澤站以東與JR北陸本線方向連續乘車）最多只可乘搭至大聖寺站。除此以外包括JR西日本路段規定一次乘車距離需在200公里以內（有例外。後述），超過此距離需要進行別途精算。

### JR集團

#### JR西日本
與近畿圈的大阪近郊區間和都市網絡並非完全一致（甚至大阪近郊區間也有ICOCA範圍不包括的路段。參見後述）。
†的路段為PiTaPa後付費服務（2018年10月1日啟用服務）對象路段。
以下為截至2025年3月15日的範圍。
- 大阪環狀線：全線†
- 櫻島線（JR夢咲線）：全線†
- 東海道本線（琵琶湖線、JR京都線、JR神戶線）：JR西日本管內全線†（越過米原站為TOICA範圍，不可使用SF）
- 北陸本線（琵琶湖線）：全線
  - 米原站—近江鹽津站†
  - 近江鹽津站—金澤站
- 七尾線：全線
  - 津幡站—七尾站
  - 七尾站—和倉溫泉站（只限特急列車處理。對象外的普通列車使用能登鐵道發行的乘車券類）
- 城端線：高岡站—新高岡站
- 山陽本線（JR神戶線、和田岬線）：JR西日本管內全線（下關站以後為SUGOCA範圍，不可使用SF）
  - 神戶站—相生站†
  - 相生站—下關站
  - 兵庫站—和田岬站†
- 福知山線（JR寶塚線）：全線
  - 尼崎站—谷川站†
  - 谷川站—福知山站
- JR東西線：全線†
- 片町線（學研都市線）：全線†
- 大阪東線：全線†
- 關西本線（大和路線）：JR西日本管內全線（越過龜山站為TOICA範圍，不可使用SF）
  - 龜山站—柘植站
  - 柘植站—JR難波站†
- 奈良線：全線†
- 山陰本線（嵯峨野線）：
  - 京都站—園部站†
  - 園部站—胡麻站
  - 胡麻站—城崎溫泉站（胡麻站以南、綾部站、福知山站、和田山站、八鹿站、江原站、豐岡站、城崎溫泉站只限處理互相上下車。不發售ICOCA定期券）
  - 倉吉站—伯耆大山站（倉吉站以東、伯耆大山站以西/以南只限處理互相上下車。不發售ICOCA定期券）
  - 伯耆大山站—出雲市站
- 舞鶴線：全線（綾部站、西舞鶴站、東舞鶴站只限處理互相上下車。不發售ICOCA定期券）
- 關西機場線：全線†
- 阪和線（包括羽衣線）：全線†
- 湖西線：全線†
- 赤穗線：全線
  - 相生站—播州赤穗站†
  - 播州赤穗站—東岡山站
- 和歌山線：全線†
- 櫻井線（萬葉Mahoroba線）：全線†
- 草津線：全線†
- 紀勢本線（紀國線）：JR西日本管內全線
- 加古川線：加古川站—西脇市站†
- 播但線：全線
  - 姬路站—寺前站
  - 寺前站—和田山站（寺前站以南、生野站、竹田站、和田山站只限處理互相上下車。不發售ICOCA定期券）
- 姬新線：姬路站—播磨新宮站
- 福鹽線：福山站—神邊站
- 伯備線：全線
  - 倉敷站—新見站
  - 新見站—伯耆大山站（新見站以南、生山站、根雨站、伯耆大山站以西只限處理互相上下車。不發售ICOCA定期券）
- 吉備線（桃太郎線）：全線
- 宇野線（宇野港線、瀨戶大橋線）：全線
- 本四備讚線（瀨戶大橋線）：全線
- 津山線：全線
  - 岡山站—法界院站
  - 法界院站—津山站（法界院站以西、津山站只限處理互相上下車。不發售ICOCA定期券）
- 可部線：全線
- 吳線（瀨戶內細波線）：全線
- 藝備線：狩留家站—廣島站
- 境線：全線
- 山口線：新山口站—山口站（只限新山口站以東/以西、湯田溫泉站、山口站只限處理互相上下車。不發售ICOCA定期券）

另外，宮島聯絡船（由子公司的JR西日本宮島渡輪運行）於2023年9月13日起利用各自設置ICOCA用和PASPY用的讀卡機的方式，分別引入ICOCA與PASPY。然而在2023年9月12日以前只引入了PASPY，ICOCA等交通系IC卡全國通用服務並不能使用。

#### JR四國
- 本四備讚線（瀨戶大橋線）：JR四國管內全線
- 予讚線
  - 高松站—多度津站
  - 多度津站—觀音寺站（多度津站以東、詫間站、觀音寺站只限處理互相上下車）
- 土讚線：多度津站—琴平站（金藏寺站除外）
- 高德線：高松站—屋島站（昭和町站、木太町站除外）

### 北陸

#### 愛之風富山鐵道
- 愛之風富山鐵道線：俱利伽羅站—越中宮崎站間

#### IR石川鐵道
- IR石川鐵道線：全線

#### Hapi-line Fukui
- Hapi-line Fukui線：全線

#### 富山地方鐵道
- 富山軌道線：全線[6]
- 富山港線：全線[6]

該公司發行和引入的ecomyca與富山輕軌時代發行的passca也有引入，分別設有ICOCA用與ecomyca、passca用的讀卡機。

### 東海、近畿

#### 京阪電氣鐵道
- 京阪線：2011年6月1日起開始發售ICOCA、ICOCA定期券（包括聯絡定期券）[7]。
  - 京阪本線：所有車站
  - 鴨東線：所有車站
  - 宇治線：所有車站
  - 交野線：所有車站
  - 中之島線：所有車站
- 大津線（日语：京阪大津線）：2017年4月1日起開始發售ICOCA、ICOCA定期券[8]
  - 京津線：所有車站
  - 石山坂本線：所有車站
- 鋼索線（男山纜車）：所有車站
2020年6月1日起啟用（在此之前包括PiTaPa的所有IC卡都不能使用）[9]

#### 近畿日本鐵道
- 難波線：所有車站
- 奈良線：所有車站
  - 生駒線：所有車站
- 京阪奈線：所有車站
- 京都線：所有車站
- 橿原線：所有車站
  - 天理線：所有車站
  - 田原本線：所有車站
- 大阪線：所有車站
  - 信貴線：所有車站
- 名古屋線：所有車站
  - 湯之山線：所有車站
  - 鈴鹿線：所有車站
- 山田線：所有車站
- 鳥羽線：所有車站
- 志摩線：所有車站：引入初期只能在鳥羽站、中之鄉站、志摩磯部站、鵜方站、賢島站上下車（不可使用ICOCA定期券）[10]，逐步擴大可使用的車站，至2015年8月1日所有車站都引入ICOCA[11]。
- 南大阪線：所有車站
  - 道明寺線：所有車站
  - 長野線：所有車站
  - 御所線：所有車站
- 吉野線：所有車站
- 西信貴鋼索線（西信貴纜車）：所有車站：2015年8月1日起引入[11]

生駒鋼索線（生駒纜車）與葛城索道線（葛城山索道）不能使用包括PiTaPa在內的IC卡。

#### 四日市明日狹軌鐵道
- 內部線：所有車站[12]
- 八王子線：所有車站[12]

該公司的路線於2015年由近鐵移交，在移交前的近鐵時代已經可以使用IC卡。

#### 伊賀鐵道
- 伊賀線：全線[13][14]。

該公司的路線於2007年由近鐵移管，在移管前的近鐵時代不能使用IC卡。

### 四國

#### 伊予鐵道
- 城北線（1號線、2號線）：全線
- 城南線（1號線、2號線、3號線、5號線、6號線）：全線
- 本町線（6號線）：全線
- 大手町線（1號線、2號線・5號線）：全線
- 花園線（1號線、2號線、3號線、6號線）：全線
- 聯絡線（1號線、2號線）：全線

2024年3月13日起市內電車全線啟用。該公司發行、引入的IC e-卡亦有使用，分別設置ICOCA用與IC e-卡用的讀卡機。不過，IC e-卡預定在2025年9月30日停用。
- 高濱線：全線
- 橫河原線：全線
- 郡中線：全線
  - 2025年3月18日起郊外電車全線啟用。伴隨的是IC e-卡於同年9月30日停運。

### 其他鐵路公司
以下的鐵路公司，雖然不能作為IC乘車券使用，但車站窗口、售票機等接受交通系IC卡支付，故此可以使用交通系IC卡購入乘車券。但是由於使用了ICOCA電子貨幣進行支付，故不能使用PiTaPa。
- 嵯峨野觀光鐵道
  - 嵯峨野觀光線：小火車嵯峨站、小火車嵐山站、小火車龜岡站
    - 引入交通系電子貨幣支付（PiTaPa除外）。亦可用於窗口[21]。
- WILLER TRAINS（京都丹後鐵道）
  - 宮福線：福知山站、大江站、宮津站
  - 宮舞線：西舞鶴站、宮津站
  - 宮豐線：宮津站、天橋立站、與謝野站、京丹後大宮站、峰山站、網野站、夕日浦木津溫泉站、小天橋站、久美濱站、豐岡站
    - 2021年10月1日起引入交通系電子貨幣支付（PiTaPa除外）。亦可用於窗口[22]。
- 智頭急行
  - 智頭線：上郡站、大原站、智頭站
    - 2018年12月3日起大原站引入，2020年4月1日起上郡站、智頭站各自引入了交通系電子貨幣支付（PiTaPa除外）。亦可用於窗口[23][24]。
- 一畑電車
  - 北松江線：電鐵出雲市站、大津町站、川跡站、雲州平田站、一畑口站、松江宍道湖溫泉站
  - 大社線：川跡站、出雲大社前站
    - 2022年3月起引入交通系電子貨幣支付（PiTaPa除外）。可用於售票機[25]。

- 沖繩都市單軌電車（Yui-rail）
  - 沖繩都市單軌電車線：全線[26]

### 巴士公司

#### 北陸
- 京福巴士（日语：京福バス） - 2024年2月24日起路線巴士全線（社區巴士等一部分路線除外）啟用[27][28]。
- 福井鐵道 - 2024年2月24日起路線巴士（渡輪線、大島線、本鄉線除外）啟用[29]。
- 敦賀市 - 2024年2月24日起敦賀市社區巴士（日语：敦賀市コミュニティバス）（運行：福井鐵道、敦賀海陸運輸（日语：敦賀海陸運輸））與Gurutto敦賀周遊巴士（運行：敦賀觀光巴士（日语：敦賀観光バス））啟用[30][31]。
- 小松市 - 2024年3月9日起自動駕駛巴士「小松站—小松機場線」的快速班次（運行：北鐵加賀巴士（日语：北鉄加賀バス））啟用[32][33]。設有簡易終端機。

#### 近畿
- 近江鐵道 - 2021年3月27日起一般路線巴士與一部分社區巴士啟用[34]。也發售與JR的聯絡定期券。鐵道線（本線、多賀線、八日市線）不能使用。
- 湖國巴士（日语：湖国バス） - 2021年3月27日起除長濱營業所管內一般路線巴士啟用[34]。也發售與JR的聯絡定期券。2023年3月25日起長濱營業所管內的一部分路線（米原市內為起終點的6條路線）啟用[35]。
- 大阪巴士（日语：大阪バス） - 2023年1月27日起，該公司營運的路線巴士當中御堂筋線（日语：大阪バス#御堂筋線）、新大阪站—帝國酒店大阪—酒店新大谷大阪線（日语：大阪バス#新大阪駅 - 帝国ホテル大阪 - ホテルニューオータニ大阪線）[註 1]與俊德道站、近畿大學線（日语：大阪バス#俊徳道駅・近畿大学線）啟用。設有簡易終端機[36]。
- Kana chan巴士（MK觀光巴士） - 2023年3月1日起，大阪府南河內郡河南町的Kana chan巴士（北部、南部）試驗引入。設有簡易終端機[37]。
- 中京交通（日语：中京交通） - 2024年4月1日起園福線（西日本JR巴士的代替路線）與「Gururin巴士（日语：ぐるりんバス (南丹市)）」啟用[38][39]。
- 明光巴士（日语：明光バス） - 2025年3月4日起全線（高速巴士、快速熊野古道號除外）啟用[40]。

#### 中國、四國
- 中國JR巴士 - 2021年3月20日起山口支店管內的一般路線（光線、防長線（日语：防長線）、秋吉線）與「超級萩號（日语：はぎ号）」啟用[41][42]。另外，廣島縣內一部分路線引入了PASPY，亦可通過交通系IC卡全國通用服務使用ICOCA。
- 松江市交通局（日语：松江市交通局） - 2021年4月28日起「Gurutto松江湖線（日语：ぐるっと松江レイクライン）」啟用，同年5月29日擴大至一般路線[43]。IC巴士定期券於同年10月1日起開始發售[44]。
- 一畑巴士 - 2021年5月29日起松江、出雲圈域的路線巴士啟用服務[43][45]。IC巴士定期券於同年10月1日起開始發售[45][46]。
- 宇部市交通局（日语：宇部市交通局） - 2022年3月15日起啟用[47]。IC巴士定期券、IC老年人巴士優待乘車證、IC殘疾人巴士優待乘車證亦於同日開始發售。只限IC老年人巴士優待乘車證、IC殘疾人巴士優待乘車證乘搭船木鐵道（日语：船木鉄道）（船鐵巴士）的宇部市優待乘車證適用巴士路線（宇部市役所線、際波線、楠木號。對象路線在LED幕顯示為「優」（例如「優 宇部駅 船木」）。）時出示ICOCA優待乘車證（券面沒有印製優待乘車證資訊字樣）「ICOCA優待乗車証内容控」即可享用折扣（殘疾人為免費，老年人支付100日圓。）。
- 尾道巴士（日语：おのみちバス） - 2022年4月1日起啟用[48][49]。IC巴士定期券亦於同日開始發售。但是，不發售與其他公司（鞆鐵道（日语：鞆鉄道）、中國巴士（日语：中国バス）、因之島巴士（日语：因の島バス）、本四巴士開發（日语：本四バス開発））的共同運行路線IC巴士定期券（只有紙質定期券）。
- 石見交通（日语：石見交通）、石見旅遊（日语：イワミツアー） - 2023年（令和5年）3月22日起一般路線與高速巴士廣島—益田線「廣益線（日语：広益線）（清流線高津川號）」「新廣益線（日语：新広益線）」、廣島—濱田線「漁火號（日语：いさりび号）」、廣島—大田線「石見銀山號（日语：石見銀山号）」引入[50][51]。同時設定ICOCA使用折扣[a]。過去廣島—濱田線「漁火號」只限引入PASPY，受到2025年3月29日終止PASPY服務的決定影響，在終止的2023年3月21日取消了PASPY的處理[52]。
- 防長交通（日语：防長交通） - 2023年3月25日周南市、光市、下松市的一般路線與高速巴士廣島—德山、防府線、新山口—萩線「超級萩號（日语：はぎ号）」與該公司受托營運的山口市社區巴士（日语：山口市コミュニティバス）、萩循環Maaru巴士（日语：萩循環まぁーるバス）啟用[53]。2024年2月23日擴大至一般路線全線[53][54]。
- Kuru梨（日语：くる梨）（日本交通 (鳥取縣)（日语：日本交通 (鳥取県)）、日之丸自動車（日语：日ノ丸自動車）） - 鳥取市於2021年（令和3年）度1月臨時補正預算案中「鳥取市「光明的未來計劃」推進組合包」政策中的一環，作為「公共交通無現金化推進事業費（克服新冠、新時代開拓臨時交付金）」預算上調至5300萬日圓，今後國家與鳥取縣預定支援，2022年（令和4年）6月30日鳥取市與JR西日本米子支社（日语：西日本旅客鉄道山陰支社）之間締結基本意向書[55][56][57]、2023年4月1日に導入[58][59][60][61][62]。ICOCA、IC巴士定期券自3月18日起於鳥取站巴士總站（日语：鳥取駅バスターミナル）（發售方公司為日本交通 (鳥取縣)）開始發售。
- 本四巴士開發（日语：本四バス開発） - 2023年（令和5年）4月1日一般路線與因島—尾道線與高速巴士因島、尾道—廣島線「Flower Liner（日语：フラワーライナー）」、因島—福山線「Citrus Liner（日语：シトラスライナー）」、福山—松山線「Kirara Express（日语：キララエクスプレス）」引入[63]。IC巴士定期券亦於同日起開始發售。但是沒有與其他公司（廣島交通（日语：広島交通）、中國巴士（日语：中国バス）、尾道巴士（日语：おのみちバス）、因之島巴士（日语：因の島バス））的共同運行路線發售IC巴士定期券（只有紙質定期券）。
- Gongo巴士（日语：ごんごバス）（中鐵北部巴士（日语：中鉄北部バス）） - 2023年（令和5年）4月1日於津山市內行走的社區巴士的Gongo巴士（只限東循環線、小循環線、西循環線、久米線）引入[64]。IC巴士定期券亦於同日起開始發售。
- 備北巴士（日语：備北バス） - 2024年（令和6年）2月13日新見市街地循環巴士「Ra-Kurutto」引入。設有簡易終端機[65]。
- 岩國巴士 - 2024年2月27日岩國—廣島間的高速巴士引入。設有簡易終端機。巴士車內可進行充值[66]。受到2025年3月29日終止PASPY服務的決定影響。其他各路線的反應目前仍未有詳細說明。
- 伊予鐵巴士（日语：伊予鉄バス） - 2024年（令和6年）3月13日松山機場利木津巴士（日语：伊予鉄バス#松山空港リムジンバス）引入。2025年（令和7年）3月18日起於路線巴士全線引入[15][16][17]。伴隨該決定，2025年9月起IC e-卡將全面停用。
- SkyRail服務（日语：スカイレールサービス） - 2024年3月30日開始運行的綠坂鎮巴士（77號線。運行：藝陽巴士（日语：芸陽バス））引入[67]。此巴士為該年4月30日廢除SkyRail綠坂線後，代替的交通手段[68][69]。IC巴士定期券（綠坂鎮巴士、綠坂回家巴士）亦於同日起在SkyRail服務綠口事務所開始發售。

#### 北海道
以下的巴士公司於系統上採用大阪巴士的簡易終端機。但是不發售ICOCA（北海道內JR北海道發售Kitaca、函館市企業局交通部（函館市電）、函館巴士發售ICAS nimoca，並可使用交通系IC卡全國通用服務。但是不能使用SAPICA）。
- 北海道巴士（日语：北海道バス） - 2023年7月21日起，該公司營運的路線巴士當中F村穿梭巴士（日语：北海道バス#Fビレッジシャトルバス）（北廣島站—F村線、新札幌站—F村、新千歲機場國內線客運大樓—F村線）啟用[70][71]。
- 千歲互相觀光巴士（日语：千歳相互観光バス） - 2023年7月22日起，該公司營運的路線巴士當中F村穿梭巴士（北廣島站—F村線）啟用[70][71]。
- ELM觀光巴士（日语：エルム観光バス） - 2023年7月28日起，該公司營運的路線巴士當中F村穿梭巴士（新札幌站—F村線、野幌站—F村線）啟用[70][71]。

#### 其他巴士公司
以下巴士公司不能作為IC乘車券使用，但可在巴士窗口、巴士售票機等作為交通系IC卡支付，可以使用交通系IC卡購入乘車券。但是，由於使用ICOCA電子貨幣進行支付，除了併用PiTaPa購物服務併用的社局外，PiTaPa無法使用。
- 淡路交通（日语：淡路交通） - 2023年7月1日起Onioni巴士引入交通系電子貨幣支付（PiTaPa除外）。車內可以使用[72]。另外，高速巴士（AWAJI EXPRESS）引入了PiTaPa，可以使用交通系IC卡全國通用服務使用ICOCA。
- 港觀光巴士 (南淡路市)（日语：みなと観光バス (南あわじ市)） - 2020年4月1日起淡路島特急線引入，2023年7月1日起Onioni巴士引入交通系電子貨幣支付（PiTaPa除外）。車內可以使用[73][72]。
- 日之丸自動車（日语：日ノ丸自動車）、日之內租車（日语：日ノ丸ハイヤー） - 機場利木津巴士（鳥取站（日语：鳥取駅バスターミナル）—鳥取沙丘柯南機場、青山剛昌故鄉館—倉吉站—鳥取沙丘柯南機場、米子站—米子鬼太郎機場、松江站—米子鬼太郎機場）引入交通系電子貨幣支付（PiTaPa除外）。鳥取沙丘柯南機場、米子鬼太郎機場售票機可以使用[74][75]。
- 松江一畑交通（日语：松江一畑交通） - 機場利木津巴士（松江站—米子鬼太郎機場、松江宍道湖溫泉站、松江站—出雲結緣機場）引入交通系電子貨幣支付（PiTaPa除外）。米子鬼太郎機場、松江宍道湖溫泉站、出雲結緣機場售票機可以使用[75][76][77][78]。
- 出雲一畑交通（日语：出雲一畑交通） - 機場利木津巴士（出雲市站—出雲結緣機場、玉造溫泉—出雲結緣機場—出雲大社）引入交通系電子貨幣支付（PiTaPa除外）。出雲結緣機場售票機可以使用[77][79][80]。
- 德島巴士（日语：徳島バス） - 交通系電子貨幣支付引入（與PiTaPa購物服務併用）。德島站前、德島阿波舞蹈機場售票機可以使用[81][82]。

### 船舶公司

#### 中國
宮島航路（JR西日本宮島渡輪、宮島松大汽船），兩間公司都在乘船前的棧橋閘口設有ICOCA自動閘機，亦可在有人閘口的ICOCA讀卡機使用。
宮島口棧橋於2023年10月1日開始徵收宮島訪問稅前，於同年9月13日引入ICOCA的自動閘機，而使用PASPY時與障害者手帳、課稅對象外證明書、1年分一時納付證明書使用的ICOCA之時兩間公司都需在有人閘口的讀卡機拍卡。
- JR西日本宮島渡輪 - 宮島航路
- 宮島松大汽船（日语：宮島松大汽船） - 宮島航路

#### 其他船舶公司
以下的船舶公司，不可作為IC乘車券使用，但可以在港口的窗口、售票機等使用交通系IC卡支付，利用交通系IC卡購入乘車券使用。但是由於使用了ICOCA電子貨幣支付，PiTaPa不能使用。
- 國際兩備渡輪（日语：国際両備フェリー） - 引入交通系電子貨幣支付（PiTaPa除外）。新岡山港（日语：岡山港）、高松港、土庄港（日语：土庄港）、池田港（日语：池田港 (香川県)）窗口可以使用[85][86]。
- 瀨戶內觀光汽船（日语：瀬戸内観光汽船） - 引入交通系電子貨幣支付（PiTaPa除外）。日生港（日语：日生港）、大部港（日语：大部港）窗口可以使用[87]（2023年11月末航線休止）。
- 瀨戶內海線（日语：瀬戸内シーライン） - 2021年4月1日起引入交通系電子貨幣支付（PiTaPa除外）。除宮島港外各港的售票機可以使用[88][89]。
- 似島汽船（日语：似島汽船） - 2021年4月1日起引入交通系電子貨幣支付（PiTaPa除外）。廣島港宇品客運港售票機可以使用[90]。
- 瀨戶內遊船（日语：瀬戸内クルージング） - 2023年2月1日起尾道—瀨戶田港（日语：瀬戸田港）連結的航線，於同年3月11日起尾道—鞆之浦連結的航線一同引入交通系電子貨幣支付（PiTaPa除外）[91][92]。
- 瀨戶內海汽船（日语：瀬戸内海汽船）、石崎汽船（日语：石崎汽船） - 2023年4月1日起廣島港宇品客運港—吳中央棧橋—松山觀光港連結的航線引入交通系電子貨幣支付（PiTaPa除外）。廣島港宇品客運港、吳中央棧橋、松山觀光港窗口可以使用[93][94]。過去引入PASPY、IC e-卡（日语：ICい〜カード），受到2025年3月29日終止PASPY服務影響，先行於2023年3月31日取消處理。翌日起引入ICOCA電子貨幣（日语：ICOCA電子マネー），PiTaPa仍不可使用，交通系IC卡不再處理[95]。
- 四國渡輪（日语：四国フェリー） - 引入交通系電子貨幣支付（PiTaPa除外）。新岡山港、土庄港窗口可以使用[85]。

### 與PiTaPa併用的公司
以下公司在2017年起依次開始發售ICOCA與ICOCA定期券。ICOCA皆為在先行引入PiTaPa的各公司一併發售，原則上在定期券發售地點（窗口或售票機）發售。若無特別標記，各公司所有路線的所有路段皆可使用。
2017年3月25日引入
- 南海電氣鐵道
- 泉北高速鐵道

2017年4月1日引入
- 大阪市交通局 - 2018年4月1日由大阪市高速電氣軌道（Osaka Metro）及大阪城市巴士繼承業務。
- 京都市交通局
- 大阪高速鐵道

2017年4月15日引入
- 神戶市交通局
- 山陽電氣鐵道
- 神戶電鐵
- 北神急行電鐵 - 2020年6月1日由神戶市交通局繼承業務。
- 神戶新交通（不發售ICOCA定期券）
- 山陽巴士（只發售ICOCA定期券和兒童ICOCA定期券，通常不發售ICOCA）。一直都不能使用交通系IC卡全國互相使用服務，2021年3月16日起啟用）

2019年3月1日引入
- 阪急電鐵
- 阪神電氣鐵道
- 能勢電鐵
- 北大阪急行電鐵

### 2018年9月14日以前的範圍
至2018年9月14日為止JR西日本的範圍分為「近畿圈範圍」、「岡山、廣島、山陰、香川範圍」與「石川、富山範圍」，而且不可跨範圍使用，2018年9月15日範圍擴大時一體化。

#### 岡山、廣島、山陰、香川範圍
岡山、廣島、山陰、香川範圍分為「岡山、福山地區」、「廣島地區」、「松江、米子、伯備地區」、「香川地區」等地區，各地區內的使用只限「岡山、福山地區」與鄰接地區跨區使用和位於同一地區內的範圍使用。
岡山、福山地區
- 山陽本線：和氣站—三原站
- 福鹽線：福山站—神邊站
- 伯備線：倉敷站—備中高梁站
- 吉備線（桃太郎線）：全線
- 宇野線（宇野港線、瀨戶大橋線）：岡山站—茶屋町站
- 本四備讚線（瀨戶大橋線）：茶屋町站—兒島站
- 津山線：岡山站—法界院站
- 赤穗線：長船站—東岡山站

廣島地區
- 山陽本線：三原站—南岩國站（三原站為岡山、福山地區車站）
- 可部線：全線
- 吳線（瀨戶內細波線）：全線
- 藝備線：狩留家站—廣島站

松江、米子、伯備地區
- 山陰本線：伯耆大山站—出雲市站

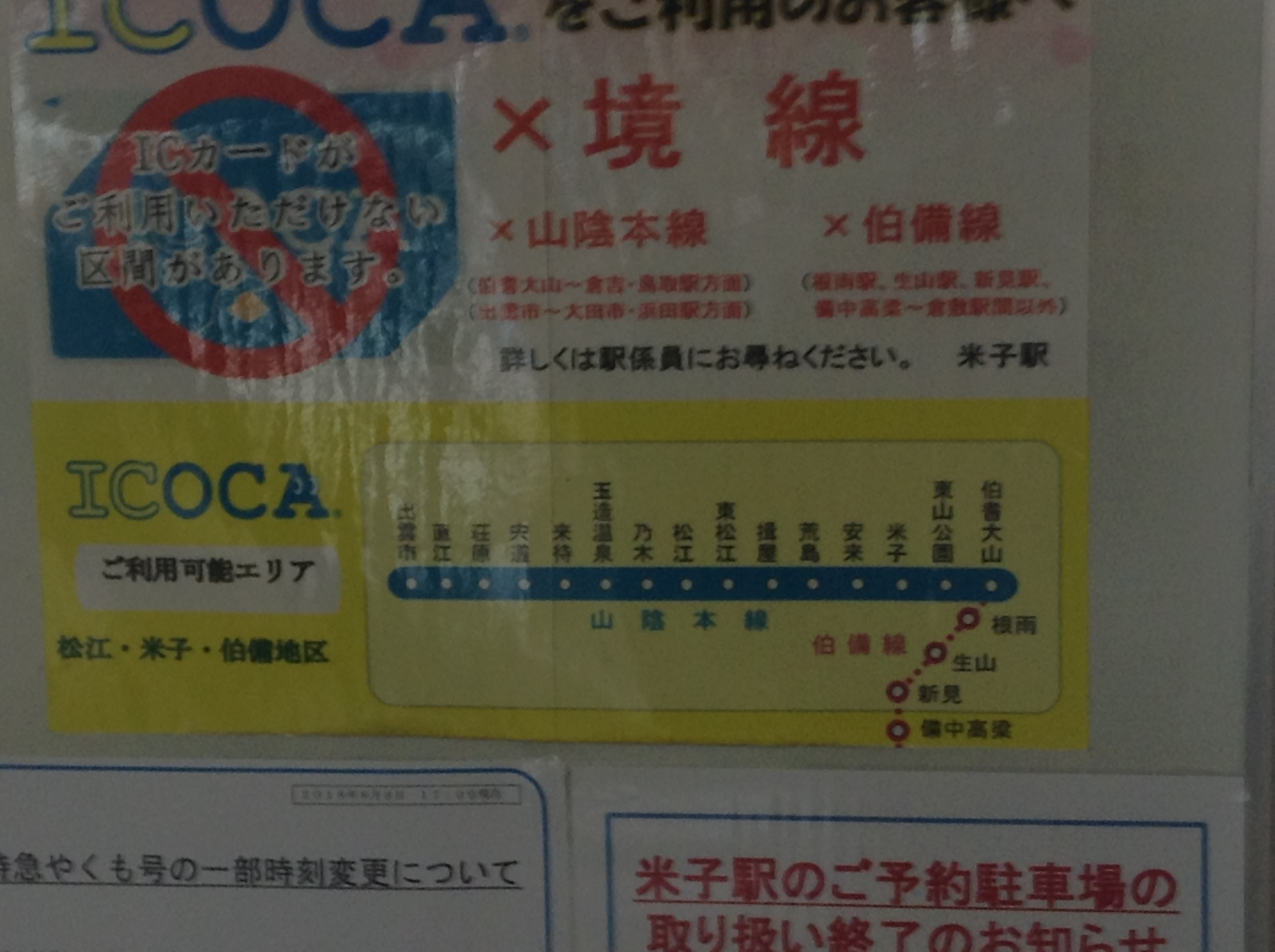
攝於2018年8月15日米子站
當時境線及山陰本線淀江站以東、西出雲站以西、左述以外的伯備線都位於範圍外。

- 伯備線：備中高梁站—伯耆大山站（備中高梁站、新見站、生山站、根雨站、伯耆大山站只限處理上下車。不發售ICOCA定期券。備中高梁站為岡山、福山地區車站）。

香川地區
- 本四備讚線（瀨戶大橋線）：兒島站—宇多津站
- 予讚線：高松站—多度津站
  - 2012年3月17日高松站、坂出站、兒島站3個車站互相開始啟用ICOCA（香西站—八十場站間各站及宇多津站不可出入閘）和高松站、坂出站與JR西日本「岡山、福山地區」跨區限定乘車限定開始啟用ICOCA。2014年3月1日起上述路段所有車站啟用ICOCA。

#### 金澤、富山範圍
2015年3月26日起愛之風富山鐵道一部分（「富山範圍」）開始使用ICOCA，2017年4月15日使用範圍擴大至JR西日本、IR石川鐵道、愛之風富山鐵道跨3間公司的「石川、富山範圍」
2018年9月15日範圍一體化後仍然不能在北陸本線以外的金澤、富山範圍連續使用ICOCA至其他範圍。
- 北陸本線：大聖寺站—金澤站間（不可乘坐跨越福井縣）
- 城端線：高岡站—新高岡站間
- IR石川鐵道線：全線
- 愛之風富山鐵道線：俱利伽羅站—越中宮崎站間
  - 2015年3月26日起啟用。但是通常設計只發售大人用ICOCA，不接受補發和退卡。
  - 2016年2月27日起Ainokaze ICOCA開始發售、補發和退卡，通常設計的ICOCA與Ainokaze ICOCA開始ICOCA定期券、兒童ICOCA、兒童ICOCA定期券的服務，可以為不記名式的通常設計大人用ICOCA辦理退卡。

### 使用範圍相關注記
ICOCA（包括可以互相使用的IC卡）在JR西日本的ICOCA範圍內連續乘車路段，原則上有「營業距離200公里以內」的規定，即使位於同一範圍內也不能乘坐超過200公里。但是，如果符合以下條件則仍可在乘車超過200公里的情況下連續乘車。
- 用於大阪近郊區間內互相到發時（例：米原－相生間、長濱－姬路間等）
- 大阪近郊區間內車站與特急「雷鳥」「白鷺」「黑潮」「東方白鸛」「城崎」「橋立」「舞鶴」「濱風」停靠站[b]互相間使用時（例：草津－新宮間、姬路－金澤間等）
- 特急「八雲」停靠站[b]互相間使用時（例：岡山－出雲市間等）

如果乘搭包括IR石川鐵道線、愛之風富山鐵道線的路段，超過北陸本線大聖寺站就不能使用SF連續乘車，但與營業距離無關（特急「雷鳥」在七尾線內車站到發的情況相同）。
另外，ICOCA也不能乘坐能登鐵道運行的七尾線七尾站－和倉溫泉站間的普通列車。
ICOCA範圍雖然與TOICA範圍在龜山站及米原站連續，與SUGOCA範圍在下關站連續，但不得使用SF跨越ICOCA範圍與TOICA範圍連續乘車，也不能使用SF跨越至SUGOCA範圍連續乘車（但有發行跨過ICOCA範圍與TOICA範圍及跨過ICOCA範圍與SUGOCA範圍的IC定期券）。

## 今後預定

### JR集團
西日本旅客鐵道（JR西日本）
- 冰見線、城端線（除了已經引入的高岡站—新高岡站間外所有車站，2025年頃）

### 近畿
近江鐵道（鐵道線）
2024年3月28日，縣與沿線10市町等組成「近江鐵道沿線地域公共交通再生協議會」，敦促近江鐵道在鐵道線全線（本線、多賀線、八日市線）引入ICOCA，近江鐵道的飯田則昭社長據報已接受相關請求。

### 中國
中海、宍道湖、大山圈域的巴士公司
2019年鳥取縣西部地域的2市（米子市、境港市）與島根縣東部地域的3市（松江市、出雲市、安來市）加上作為觀察員的鳥取縣西部地域（大山圈域）的6町1村（日吉津村、大山町、南部町、伯耆町、日南町、日野町、江府町）合共5市6町1村組成「中海、宍道湖、大山圈域市長會」，目標是將圈域運行的路線巴士車費支付引入ICOCA，2019年度「中海、宍道湖、大山圈域市長會」進行IC卡系統的調查和設計，預計以2020年度以後儘早引入為目標。當中松江市交通局於2021年4月28日起在「概覽松江湖線」引入，同年5月29日擴大至一般路線，一畑巴士則自2021年5月29日起在松江、出雲圈域的路線巴士引入，圈域內逐步擴大IC卡的使用，截至為了促進目前仍未引入的米子、松江、出雲圈域的日本交通、日之丸自動車、日之丸約車、松江一畑交通、出雲一畑交通、素戔觀光、谷本約車、出雲觀光的士（兔子線）等引入，圈域內的5市6町1村「中海、宍道湖、大山圈域市長會」多次請求合作，以今後引入為目標。之後，米子市於2023年制定「米子市地域公共交通計劃」已經包括了推進政策「支持城市發展的公共交通」支柱之一「基於廣域連携的公共交通活性化」的個別政策「無現金支付（ICOCA）引入意向調查、研究」，今後以計劃期間的2027年度之前導入為目標。
PASPY引入公司
受到PASPY將於2025年3月末廢除的決定影響，預定將於2024年9月引入後繼的新系統「MOBIRY DAYS」，並可使用ICOCA等全國互相使用等10種類的交通系IC卡，預定將引進新的ICOCA的簡易型終端，並在PASPY服務結束後繼續使用。但是不可在電車、巴士車內增值，同時也不可作為定期券使用，預定只限使用卡內餘額。
岩國巴士
受到PASPY將於2025年3月末廢除的決定影響，預定將於2024年2月27日於岩國—廣島間的高速巴士引入。引入簡易終端，並可以在巴士車內增值。其他各路線無論引入ICOCA或MOBIRY DAYS，仍然未有透露。
廣島巴士、廣島交通、中國JR巴士（廣島縣內）
受到PASPY將於2025年3月末廢除的決定影響，預定將於2025年3月末起引入JR西日本的ICOCA，並預定發售定期券。然而，是否引入MOBIRY DAYS則仍在檢討中。

### 四國
中島汽船
預定2025年（令和7年）3月25日起全部航線引入。伴隨的是同年9月30日起停用IC e卡。

## 歷史
- 2001年（平成13年）
  - 5月15日：社長定例會見時，發表將在2003年將定期券與J through卡IC化的檢討[128]。
- 2002年（平成14年）
  - 12月18日：社長定例會見時公佈正式名稱為ICOCA[129]。
- 2003年（平成15年）
  - 6月28日－7月26日：實施ICOCA測試屏。
  - 11月1日：都市網絡範圍內正式啟用ICOCA服務[130]。
- 2004年（平成16年）
  - 3月：發行數量突破100萬張。二區間分割定期券服務開始。
  - 8月1日：啟用兒童ICOCA服務[131]、ICOCA、Suica開始互相使用[132]。
- 2005年（平成17年）
  - 3月1日：使用範圍擴大至櫻井線全線[133]。
  - 6月：發行數量突破200萬張。
  - 10月1日：ICOCA電子貨幣（日语：ICOCA電子マネー）服務啟用[134]。自此可使用ICOCA購物。
- 2006年（平成18年）
  - 1月21日：ICOCA、PiTaPa開始互相使用[135]。
  - 1月28日：Mobile Suica（日语：モバイルSuica）服務啟用。可以在ICOCA範圍使用Suica。
    - 但是ICOCA範圍只限用於乘車券機能，不可用於定期券機能，電子貨幣機能當初也不可用。使用Mobile Suica時曾經必須使用支持御財布携帶（日语：おサイフケータイ）的手機與「VIEW卡（日语：ビューカード）」。

  - 2月1日：SMART ICOCA開始發行，ICOCA、NicoPa（日语：NicoPa）開始單向使用。
  - 6月：ICOCA電子貨幣（日语：ICOCA電子マネー）可使用店舖擴展至京阪神地區的所有車站便利店「ハートイン」「デイリーイン」。
  - 7月1日：南海電氣鐵道引入PiTaPa。可以用三國丘站的轉乘閘口與臨空城站的簡易閘機為媒介互相轉乘。
  - 10月1日：ICOCA、Hareca開始單向使用。
  - 10月21日：使用範圍擴大至湖西線全線與北陸線近江鹽津以南[136]。
- 2007年（平成19年）
  - 2月1日：ICOCA電子錢包啟用新服務「ICOCA投幣儲物櫃服務」。
  - 3月18日：兒童用ICOCA、兒童用Suica開始互相使用。
  - 4月1日：ICOCA、CI-CA（日语：CI-CA）開始單向使用。近畿日本鐵道引入PiTaPa。可以用鶴橋站的轉乘閘口與柏原站的簡易閘機為媒介互相轉乘。
  - 7月：發行數量突破300萬張。
  - 9月1日：使用範圍擴大至岡山、廣島地區的135站[137]。ICOCA、LuLuCa開始單向使用。
  - 10月16日：大樓入退館管理系統開始與Suica互相使用。
  - 12月10日：FamilyMartJR南田邊站前店先行引入ICOCA電子貨幣。
- 2008年（平成20年）
  - 3月1日：ICOCA、PASPY開始單向使用。
  - 3月18日：與Suica開始互相使用電子貨幣。近畿地方、三重縣一部分、岡山、廣島、山口各地區AEON商業設施的直營賣場開始ICOCA加值服務。
  - 3月29日：ICOCA、TOICA開始互相使用。
  - 4月1日：ICOCA、itappy（日语：itappy）開始單向使用。
  - 10月：發行數量突破400萬張。
- 2009年（平成21年）
  - 5月12日：ICOCA電子貨幣擴大引入至關西2府4縣與岡山、廣島範圍的FamilyMart（當初為約520店，一部分店舖除外）。
  - 8月24日：JR西日本範圍內的羅森全部店舖開始引入ICOCA電子貨幣。
- 2010年（平成22年）
  - 3月13日：開始與TOICA電子貨幣互相使用。
  - 5月8日：開始發售與京阪本線的ICOCA聯絡定期券[138][139]。
  - 9月27日：滋賀縣、京都府、兵庫縣、大阪府、奈良縣、和歌山縣、岡山縣的OK便利店全部店舖與廣島縣的Sunkus各店（島嶼部店舖除外）引入ICOCA電子貨幣。
- 2011年（平成23年）
  - 3月5日：開始與SUGOCA互相使用[140][d]。
  - 3月18日：ICOCA電子貨幣在JR西日本範圍的7-Eleven各店引入[141]。
  - 3月：發行數量突破600萬張。
  - 4月1日：ICOCA、嵐電卡開始單向使用。
  - 6月1日：京阪開始發售ICOCA與ICOCA定期券[7]。
- 2012年（平成24年）
  - 2月1日：JR西日本、JR四國範圍的SkyLark（日语：すかいらーく）集團各店引入ICOCA電子貨幣。
  - 2月7日：四國地區的羅森（約420店）引入ICOCA電子貨幣。
  - 3月17日：JR四國的高松站（設置專用自動閘機（日语：自動改札機））與坂出站（設置專用簡易閘機）兩站啟用ICOCA（引入費用由JR西日本承擔）[142][143]。
  - 4月1日：ICOCA、hanica（日语：hanica）開始單向使用。
  - 12月1日：近鐵開始發售ICOCA與ICOCA定期券（自社內定期券及聯絡定期券）[10]。
- 2013年（平成25年）
  - 3月1日：四國地區的7-Eleven各店引入ICOCA電子貨幣。
  - 3月23日：
    - 開始交通系IC卡全國互相使用（10種類）
    - 開始發售近鐵－JR東海的聯絡定期券。

  - 6月22日：開始單向與SAPICA的交通使用。
  - 11月1日：大人用ICOCA卡更新設計[144]。
- 2014年（平成26年）
  - 3月1日：JR四國的高松站－多度津站間的各站引入ICOCA。同時四國內ICOCA範圍開始處理ICOCA發售與退款（定期券除外）以及ICOCA與ICOCA的互相使用卡加值處理[145]。
  - 3月14日：開始發售JR西日本－南海、近鐵－南海聯絡定期券。
  - 3月15日：與台灣的非接觸式IC乘車卡「iPASS一卡通」發行公司簽署業務提携的意向書[146]。
  - 4月1日：近鐵志摩線志摩赤崎站啟用包括ICOCA的IC卡。
  - 9月21日：開始發售近鐵－名鐵聯絡定期券。
  - 11月1日：JR西日本宣佈累計發行數量突破1,000萬張[147]。
- 2015年（平成27年）
  - 3月1日：開始發售JR西日本－阪神、JR西日本－神戶新交通、京阪本線－JR西日本－阪神、京阪本線－JR西日本－南海聯絡定期券。
  - 3月14日：開始與odeca（日语：odeca）單向使用。
  - 3月26日：愛之風富山鐵道石動站－越中宮崎站間各站引入ICOCA。
  - 6月24日：近鐵志摩線的上之鄉站、穴川站、志摩橫山站、志摩神明站啟用包括ICOCA的IC卡[11]。
  - 8月1日：近鐵志摩線船津站－沓掛站間各站與近鐵西信貴鋼索線高安山站啟用包括ICOCA的IC卡。至此近鐵除生駒鋼索線外所有車站都可以使用IC卡，該線的ICOCA定期券的發售也可用於所有車站[11]。
  - 8月30日：使用範圍擴大至紀勢本線和歌山站－海南站間[148]。
  - 10月1日：開始處理自動售票機、膠水精算機的「500日圓收費」與膠水精算機的「餘額不足收費」[149]。
- 2016年（平成28年）
  - 2月27日：愛之風富山鐵道開始ICOCA定期券服務。
  - 3月16日：開始發售京阪－叡電聯絡定期券（只限京阪發售，叡電不發售）。
  - 3月26日：使用範圍擴大至姬新線姬路站－播磨新宮站間、播但線姬路站－寺前站間、加古川線加古川站－西脇市站間[148]。開始與icsca的交通單向使用。
  - 12月17日：紀勢本線海南站以南的特急黑潮停靠站（箕島站、藤並站、湯淺站、御坊站、南部站、紀伊田邊站、白濱站、周參見站、串本站、古座站、太地站、紀伊勝浦站、新宮站）[150][151]、伯備線備中高梁站以北的特急八雲停靠站（新見站、生山站、根雨站）、山陰本線伯耆大山站－出雲市站間[152][153]啟用。
- 2017年（平成29年）
  - 3月4日：可部線可部站－安藝龜山站間延伸開業的同時擴大使用範圍[154]。
  - 3月18日：開始發售JR西日本－大津線（日语：京阪大津線）、JR西日本－阪急、JR西日本－神鐵、JR西日本－山陽聯絡定期券[8]。
  - 4月1日：開始發售大阪單軌電車與京阪（大津線除外）、阪急、北急間的聯絡定期券[155]。
  - 4月15日：擴大使用範圍至北陸本線大聖寺站－金澤站間、城端線高岡站－新高岡站間、IR石川鐵道線全線、愛之風富山鐵道俱利伽羅站－石動站間[156][157]。
  - 3月25日以後南海、泉北、大阪市交通局、京都市交通局、神戶市交通局、山陽電車、神戶電鐵、大阪單軌電車、神戶新交通、北神急行、山陽巴士依次開始發售ICOCA（除山陽巴士）與ICOCA定期券（除神戶新交通）[158][159]。
  - 4月1日：京阪巴士（日语：京阪バス）集團4社開始ICOCA巴士點數制度。
  - 7月15日：擴大使用範圍至紀勢本線和歌山站－和歌山市站間，開始發售與南海的ICOCA聯絡定期券（和歌山市站接續）[160]。
  - 9月30日：包括ICOCA的交通系IC卡開始可以通過使用無票乘車服務「Smart EX（日语：スマートEX）」乘坐東海道、山陽新幹線[161][162]。系統的EX-IC服務的「EX-IC卡」替換為交通系IC卡，新幹線路段的費用將以預先登記的信用卡支付。
- 2018年（平成30年）
  - 3月3日：IruCa範圍可以單向使用[163]。
  - 3月17日
    - 使用範圍擴大至草津線全線[164]與和歌山線高田站－五條間[165]。同日更改ICOCA使用方法，限定一項乘車原則「進站至出站的最短途經路線營業距離需在200公里以內」使用[113]。
    - 開始發售JR西日本與京都市交通局、阪急電鐵和京都市交通局的ICOCA聯絡定期。
    - PASPY範圍的單向使用擴大至ICOCA以外的全國互相使用對象IC卡[166]。

  - 4月1日：開始發售大阪市高速電氣軌道（Osaka Metro）與私鐵各線的ICOCA聯絡定期、大阪市高速電氣軌道（Osaka Metro）與大阪都市巴士的ICOCA聯絡定期、大阪市高速電氣軌道（Osaka Metro）、大阪都市巴士ICOCA共通全線定期券[167][168]。
  - 9月15日：使用範圍擴大至北陸本線近江鹽津站－大聖寺站間、赤穗線播州赤穗站－長船站間、山陽本線相生站－和氣站間，各範圍一體化[110][111]。
  - 10月1日：開始PiTaPa後支付[169]與ICOCA點數服務[170]。
- 2019年（平成31年）
  - 3月1日：阪急電鐵、阪神電氣鐵道、能勢電鐵、北大阪急行電鐵4社開始發售ICOCA與ICOCA定期券[171]。
  - 3月16日：
    - 引入「車載型IC閘機」，擴大使用範圍至境線[172][173]。
    - 擴大使用範圍至宇野線茶屋町站－宇野站間[174]。
- 2020年（令和2年）
  - 3月14日：
    - 引入「車載型IC閘機」，擴大使用範圍至和歌山線五條站－和歌山站間[175][176]。
    - 使用範圍擴大至紀勢本線（紀國線）海南站－紀伊田邊站間（已經引入的箕島站、藤並站、湯淺站、御坊站、南部站除外）[177][176]。
    - 予讚線多度津站－觀音寺站間當中的詫間站、觀音寺站、土讚線多度津站－琴平站間（金藏寺站除外）、高德線高松站－屋島站間（昭和町站、木太町站除外）啟用[178]。
- 2021年（令和3年）
  - 3月13日：
    - 引入「車載型IC閘機」，擴大使用範圍至七尾線全線（七尾站－和倉溫泉站間只限使用特急列車。能登鐵道的普通列車不可使用）、紀勢本線（紀國線）紀伊田邊站－新宮站間（已經引入的白濱站、周參見站、串本站、古座站、太地站、紀伊勝浦站、新宮站除外）、關西本線加茂站－龜山站間[179][180][181][114][182]。
    - 擴大使用範圍至福知山線篠山口站－福知山站間、山陰本線園部站－胡麻站間、伯備線備中高梁站－新見站間[183][184][185]。
    - 山陰本線胡麻站－城崎溫泉站間的特急停靠站（綾部站、福知山站、和田山站、八鹿站、江原站、豐岡站、城崎溫泉站）、舞鶴線綾部站、西舞鶴站、東舞鶴站、播但線寺前站－和田山站間當中的生野站、竹田站、和田山站啟用[184]。
    - 以JR東海的TOICA範圍擴大至米原站並與ICOCA範圍接續，開始發售ICOCA範圍與TOICA範圍的在來線IC定期券（但是跨區不可使用SF餘額）。同時ICOCA並行路段的新幹線定期券「FREX」「FREX Pal」與Suica、TOICA、ICOCA一同販售，作為TOICA範圍啟用在來線IC定期券「新幹線乘車服務」擴充至東京站－新岩國站間[186][187]。

  - 3月20日：中國JR巴士的山口縣內一般路線引入ICOCA[41][42]
  - 3月27日：近江鐵道巴士與湖國巴士（日语：湖国バス）開始發售ICOCA及聯絡定期券[34]。
  - 5月29日：一畑巴士、松江市交通局引入ICOCA[188]。
  - 8月21日：四日市明日狹軌鐵道引入ICOCA[12]。
  - 10月10日：富山軌道線與富山港線啟用ICOCA[6]。
- 2022年（令和4年）
  - 3月12日：使用範圍擴大至山陽本線南岩國站－德山站間[189][190]。
  - 3月15日：宇部市交通局（宇部市營巴士）（日语：宇部市交通局）運行路線巴士全線引入[191]。
  - 4月1日：尾道巴士（日语：おのみちバス）運行的路線巴士全線啟用ICOCA[48]。
- 2023年（令和5年）
  - 3月22日：引入智能手機app「Mobile ICOCA」[192]。
  - 4月1日：使用範圍擴大至山陽本線的德山站－下關站、山口線的湯田溫泉站、山口站[193]。同時在來線IC定期券「新幹線乘車服務」也擴大至德山站－博多站間，東海道新幹線、山陽新幹線全線（東京站－博多站間）皆可使用。跨越ICOCA範圍與SUGOCA範圍的定期券開始發售[194]。
  - 6月27日：啟用「Apple Pay的ICOCA」服務[195]。
  - 9月13日：JR西日本宮島渡輪、宮島松大汽船的宮島口棧橋引入可徵收宮島訪問稅（同年10月1日開始徴收）的ICOCA系統自動閘機[83]。處理PASPY的兩間公司都設有有人閘機讀卡機[84]。有人閘機的讀卡機分別設置ICOCA用與PASPY用的讀卡機。JR西日本宮島渡輪開始於宮島口棧橋的閘口業務。
- 2024年（令和6年）
  - 2月24日：京福巴士、福井鐵道的巴士路線使用範圍擴大[28]。
  - 3月9日：伊賀鐵道引入ICOCA[13][14]。
  - 3月13日：伊予鐵道、伊予鐵巴士引入ICOCA[15]。
  - 3月16日：福井幸福鐵道引入ICOCA[196]。另外，北陸新幹線上越妙高站—敦賀站間開始利用ICOCA發售新幹線定期券「FREX」「FREXパル」=[197]。
  - 6月1日：廣島高速交通引入ICOCA[198]。
  - 9月21日：津山線的使用範圍擴大至津山站[199][200][註 2]。
  - 9月28日：萬葉線引入ICOCA[201]
  - 10月11日：越前鐵道、福井鐵道的鉄道線（福武線）使用範圍擴大[202][203]。
- 2025年（令和7年）
  - 1月10日：公佈引入與JR西日本Techsia（日语：JR西日本テクシア）共同開發，用於ICOCA（包括Mobile ICOCA）的巴士、地域鐵道向ICOCA Web定期券服務「iCONPASS」。同年1月15日起三岐鐵道北勢線向開始發售定期券，預定隨時擴大服務[204]。
  - 3月1日：三岐鐵道北勢線引入ICOCA[205][206][207]。
  - 3月4日：明光巴士（日语：明光バス）引入ICOCA[40]。
  - 3月15日：擴大使用範圍至山陰本線鳥取站—伯耆大山站間[208][209]。
  - 3月18日：擴大使用範圍至伊予鐵道的郊外電車（高濱線、橫河原線、郡中線）[17][19][20]。
  - 3月25日：中島汽船（日语：中島汽船）引入ICOCA[20][127]。
  - 3月30日：引入PASPY的公司切換至新的ICOCA系統。詳情參見PASPY#服務結束後動向。
  - 7月1日：神戶渡輪巴士（日语：神戸フェリーバス）引入ICOCA（阪九USJ線除外）[210]。